# Lonay
Lonay [lɔnɛ] est une commune suisse du canton de Vaud, située dans le district de Morges, elle fait partie de La Côte.

## Situation

Photo aérienne (1959).

La commune de Lonay est entourée de six communes : Morges et Préverenges au sud, Échichens et Bremblens au nord, Échandens et Denges à l'est.
Elle est traversée dans sa partie basse par l'autoroute et la ligne de chemin de fer qui relient Lausanne et Genève, dans ses hauts par la route de Cossonay.

## Toponymie
Les premières mentions du village donnent Lonna (vers 1155), Losnay (1177), Losnai (vers 1200), Lonay (1324). On a supposé que le toponyme aurait pu venir du nom de personne  latin Lonus avec le suffixe -acum. Mais, sur la base des mentions attestées, il faut plutôt envisager une formation avec Lusenus.

## Population

### Gentilé et surnom
Les habitants de la commune se nomment les Lonaysans.
Ils sont surnommés les Fourmis et les Branle-Cloches,,.

## Histoire
Des vestiges romains ont été découverts entre 1920 et 1940 sur le territoire communal, notamment Aux Combes où une tombe de la fin du Ier siècle ap. J.-C. a livré quelques vestiges, tandis qu'une nécropole du Haut Moyen Âge est attestée à Roman-Dessus.
Les villages et hameaux de Lonay, Romans, Échichens, Joulens, Bremblens, Échandens, Denges et Préverenges se seraient constitués lentement durant la période des VIe au VIIIe siècle, au cours de laquelle le monde gallo-romain et le monde barbare fusionnaient peu à peu.
Déjà avant la première mention d'une organisation communale, attestée dès 1342, Lonay appartient à la châtellenie de Morges, dont la juridiction relève des droits de Louis de Savoie, sire de Vaud. La commune est accusée d’avoir usurpé, sans l'assentiment du suzerain, le four banal de la localité et une vigne de trois poses qu’elle a plantée en Faclay sur les pâturages du baron, et d’avoir en outre nommé un ou plusieurs messeillers (gardes-champêtres) pour la surveillance des champs et des vignes de Lonay. Le four, où chacun était tenu de faire cuire son pain, procurait un loyer versé par le fournier, concessionnaire qui prélevait lui-même une taxe de cuisson. Quant à la garde des champs et des vignes, elle procurait des amendes et des taxes annuelles que devaient verser les propriétaires des bien-fonds.
Dès les années 1960, avec « Expo 64 » comme moteur régional, la partie méridionale de la commune change beaucoup en raison de la construction de l'autoroute Lausanne-Genève et de l'établissement de la gare de triage Lonay-Denges. La facilité de communication par route, train et bus contribue dès lors à intégrer cette commune au grand ensemble urbain de l'Ouest lausannois, qui s'étend jusqu'à Morges.
Une tuilerie est attestée dès le XVe siècle. Ce bâtiment artisanal, doté d'un four Hofmann, a été démoli en 1981 pour laisser la place à une prison pour femmes.

## Transports
- MBC - Ligne 702 - Tolochenaz ↔ Bussigny
- MBC - Ligne 705 - Lonay ↔ Écublens EPFL
- Car Postal - Ligne 735 - Morges ↔ Cossonay (via Aclens)
- CFF - RER vaudois Ligne S3 - Allaman ↔ Lausanne (en gare de Lonay-Préverenges)

## Patrimoine bâti
- Le temple. L'ancienne église Saint-Germain, cédée en 1220 par l'évêque de Lausanne au chapitre de la cathédrale, est devenue temple protestant à la Réforme. Elle a vu sa nef reconstruite en 1740-1741 et dotée en façade d'un clocher léger[12]. Arc triomphal remontant sans doute au XVe siècle. Tribune datées 1741. Vitraux de 1946 par Yvon Monay, et de 1976 par Jean-Pierre Kaiser. Restaurations: 1951 et 1975[13].

- La cure. La cure médiévale est délaissée en 1541 au profit d'une exploitation viticole ayant appartenu à l'Abbaye du Lac de Joux. Cette demeure vigneronne est alors aménagée comme cure et en partie reconstruite en 1668. L'édifice a bien entendu subi des aménagements aux XVIIIe et XIXe siècles (restauré 2001-2002). En 1969, un foyer paroissial est construit à la place d'une grange[14].

- Le Château

- Roman-Dessous. Ancienne tour, transformée en maison de maîtres vers 1677, remanié au XVIIIe siècle. Loggia occidentale vers 1800[15].

- La Réale, ancienne demeure de la famille Réal. Haute maison en pierre appareillée, fenêtres à meneau, de style gothique tardif[16].

### Monument
Une fourmi géante (allusion au sobriquet local) en acier rouillé a été placée en 2016 au rond-point du quartier de la Gracieuse, œuvre de l'artiste ferronnier Dominique Andreae.

## Réserve naturelle du Bomelet
Les profonds changements qu'a connus la commune à partir des années 1960 ont impliqué la disparition de grands espaces verts et de zones marécageuses. Seul subsistait à la limite nord du territoire communal un bois humide au « Bomelet », toponyme qui figure déjà sur un plan cadastral de 1683. Il est situé au confluent des deux ruisseaux qui sont à l'origine du Bief, cours d'eau qui se jette dans le lac à l'est de Morges. Pour éviter des dépôts illicites, la commune y avait fait poser un écriteau « Décharge interdite – Réserve naturelle ».
Sous l'impulsion de Jean Oberhänsli, alors conseiller communal, un groupe d'action s'est constitué vers 1974 pour étudier, en collaboration avec Pro Natura (Ligue vaudoise pour la protection de la Nature) la pertinence d’un classement en réserve naturelle. En mai 1976 un premier étang expérimental a été creusé grâce à l’appui communal. L'imperméabilité du sol étant vérifiée, un plan d'eau définitif d’un mètre de profondeur a été aménagé l’année suivante. C'est ainsi qu'est né un premier étang de 300 m2 environ, le seul de toute la région. Dès 1984, la zone du Bomelet a été protégée par son intégration dans le plan d'affectation communal. Un second étang de 400 m2, au voisinage immédiat du précédent, a été creusé en 1997, ce millésime coïncidant avec la première Journée mondiale des zones humides. Ce développement augmentait notablement la possibilité de créer des secteurs humides variés.
Au cours des décennies, le site a été colonisé naturellement par une faune et une flore intéressante, en grande partie aquatique et par là-même menacée de disparition. Massettes, nénuphars, libellules et batraciens cohabitent désormais joyeusement, sans compter les nombreux oiseaux qui profitent de ce havre de paix où résonne au printemps le chant du rossignol.
Soutenue par la commune, la réserve naturelle de Lonay s'étend sur près d'un hectare, offrant un espace dont la valeur biologique et éducative est incontestable. En outre, depuis la création de surfaces de compensation écologiques en bordure de la réserve, une zone tampon, large de plusieurs mètres, offre une transition entre zones cultivées et secteur sauvage. Sur 22 espèces de papillons qui y ont été recensées par Vincent Baudraz, 10 n’avaient encore jamais été répertoriées dans la région. Un autre inventaire, établi par la botaniste Françoise Hoffer-Massard, a déjà répertorié 125 espèces de plantes, dont certaines particulières.
L’Association Lonature pour la sauvegarde de cette réserve a été créée en octobre 2013.

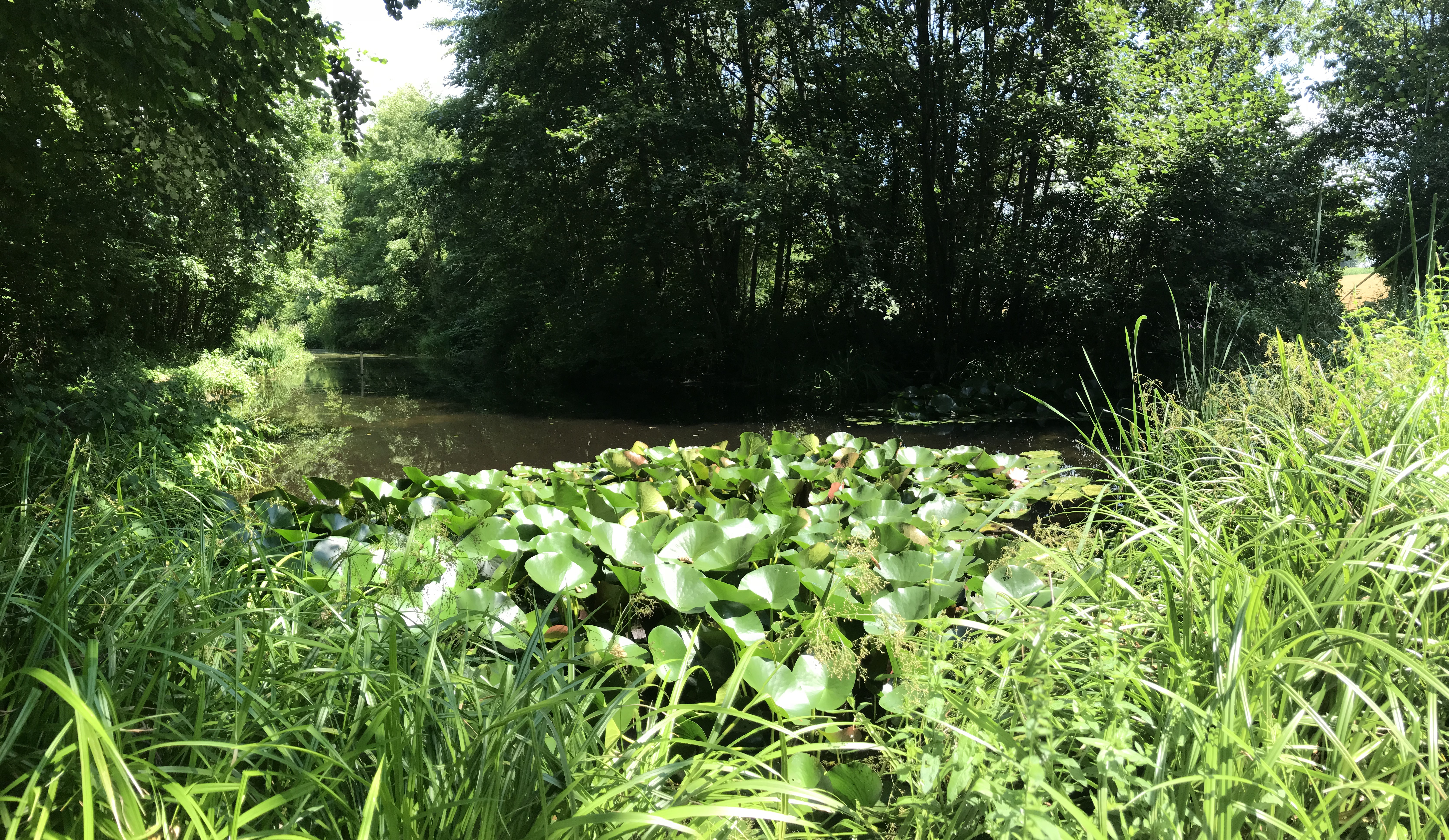

## Personnages célèbres
- Alain Daniélou, musicologue et indianiste français, est décédé à Lonay le 24 janvier 1994.
- Emmanuel de Graffenried, pilote automobile suisse, est décédé à Lonay le 22 janvier 2007.

## Agriculture, économie et industrie
La commune compte un domaine agricole comprenant des cultures céréalières, maraîchères et 36 hectares de vignes. La zone industrielle située au sud au bord le l'autoroute accueille plusieurs entreprises de renommée régionale, cantonale et internationale.

## Sociétés locales
Plusieurs sociétés culturelles ou sportives animent le village :
- La gym de Lonay
- Le chœur mixte « La vigneronne »
- Le football club
- La société de tir petit calibre et 300 m
- DEL, club de basket
- La jeunesse rattachée à la Fédération vaudoise de jeunesses campagnardes
- La pétanque
- L'Abbaye
- Le tennis-club
- L'Association Lonature pour la sauvegarde de la réserve naturelle du Bomelet